# 漢字樹

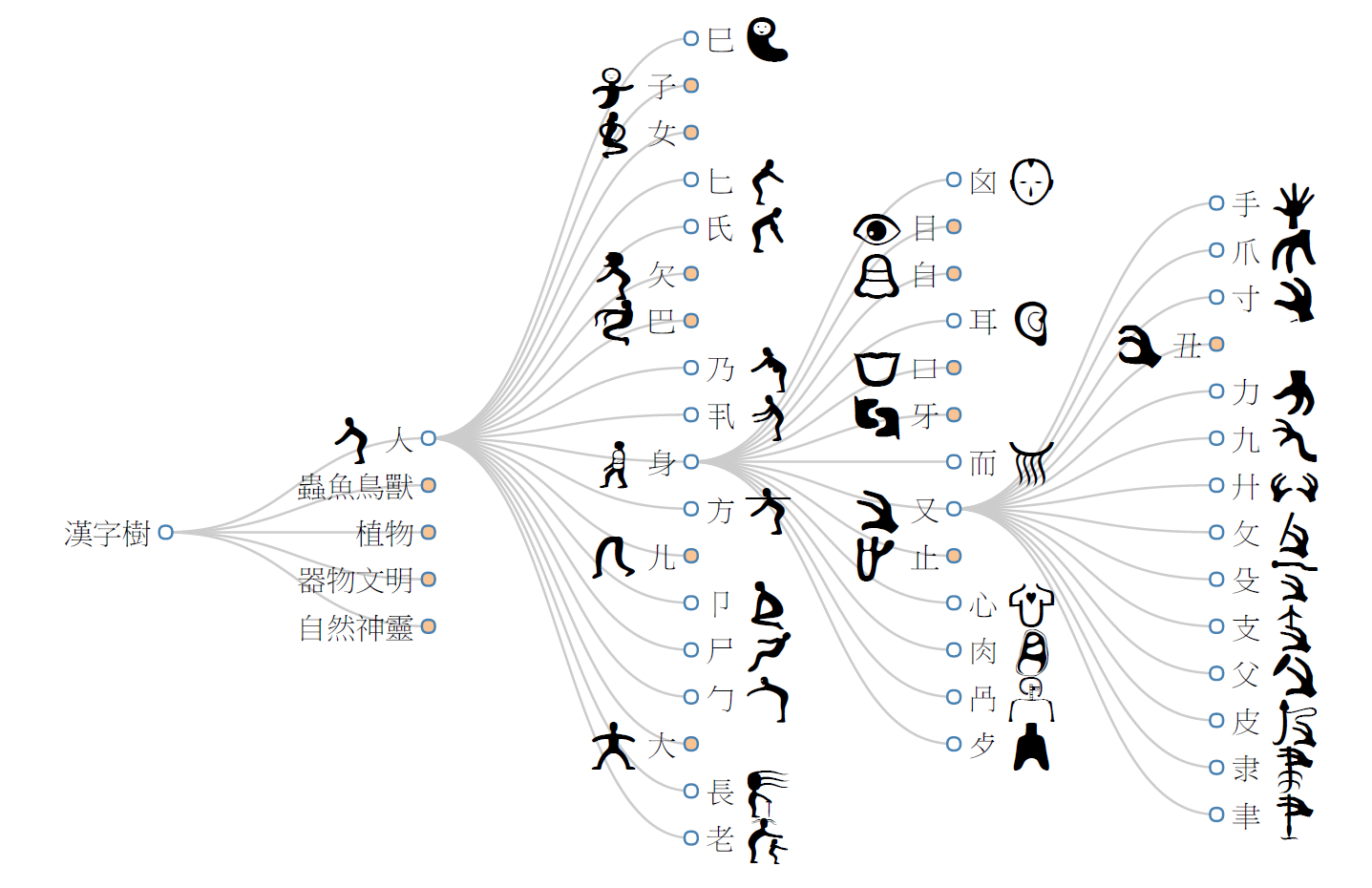
漢字樹

漢字樹，是以樹狀結構重建漢字部首表的一套方法，目的是要解決漢字部首缺乏系統化的問題。

## 概述
東漢許慎《說文解字》將漢字基本符號進行歸納，共歸納出540個部首，清朝吳任臣《字彙補》縮減為214個部首，《康熙字典》沿用。長期以來，華人都是透過部首表來認識漢字基本符號。然而，部首表存在兩項重大缺點：其一、部首之間缺乏關聯性，難以系統化；其二、許慎無緣見識甲骨文，以至於對於部首意義不慎瞭解或語焉不詳，造成後代學習者只能依照筆畫形狀死背硬記，如雙人旁、寶蓋頭、耳朵旁等等。實際上，雙人旁與人無關，寶蓋頭與蓋子或頭無關，耳朵旁與耳朵無關，這些偏旁助憶符號雖然有助於記憶，但卻達不到認識字義的效果。
為了突破了部首表所面臨的困境，廖文豪首先於2012年提出漢字樹的解決方法，一方面還原部首的符號意義，一方面將所有部首依照衍生關係統整成樹狀結構。除此以外，漢字樹也更正了部首表的錯誤，如去除非獨體字（實際上為合體字）的部首，增補被遺漏的重要基本符號。
隨著漢字樹對漢字學習的影響日益加增，引來漢字學界的關注。2017年6月7日在北京中國社科院語言研究所會議室進行了一場以漢字樹為主題的研討會，由北京國際漢字研究會會長、漢字文化雜誌總編暨中國社科院語言研究所研究員林連通邀集多位漢字專家學者共同發表看法。與會者多認為漢字樹能有系統地建構漢字符號，是解決漢字學習困難的一把鑰匙，但也同時指出這套方法需要引入更多的佐證與論述，才能免除錯誤，是漢字符號系統更完備。

### 腳註
1. ↑  .   [2017-06-15]. （原始内容存档于2017-07-12）.

### 其他
- 《汉字树》作者廖文豪：愿做破解汉字之谜的福尔摩斯(中國新聞社)2017-06-06 （页面存档备份，存于）

- 台湾学者廖文豪：从甲骨文破解汉字身世之谜(新華通訊社)2017-06-06

- 廖文豪：见字如图，让汉字更好学(人民日報社)2017-06-15 （页面存档备份，存于）